# Kalinin K-7
Kalinin K-7 (rusko Калинин К-7) je bilo težko sedemmotorno eksperimentalno letalo zasnovano v Sovjetski zvezi v zgodnjih 1930ih. Uporabljal naj bi se kot težki strateški bombnik in tudi kot potniško transportno letalo. Bilo je nekonvencionalne konfiguracije, pod trupom je imelo dve veliki strukturi, v katerih je bil nameščeno pristajalno podvozje in tudi strojnice. Razpon krila je bil primerljiv z bobnikom B-52.
K-7 je bil eno največjih letal tistega časa. Sprva naj bi imelo šest motorjev, vendar so zaradi povečanja teže namestili še sedmi motor. Šest motorjev je konfiguracije traktor (vlačilec), eden pa potisnik.
Zasnoval ga je pilot iz prve svetovne vojne Konstantin Kalinin. V potniški verziji bi imel 120 sedežev in kapaciteto 7 ton tovora, v konfiguraciji bombnik pa 8 x 20-mm topov, 8 x 7,62-mm strojnic in do 9600 kg bomb. 
Gradnja K-7 se je začela leta 1931 v Harkovu in je trajala dve leti. Prvič je poletel 11. avgusta 1933. Na testnem letu so imeli težavo s stabilnostjo in vibracijami, zaradi resonance med trupom in motorji. Letalo je izvedlo 7 testnih letov, preden je strmoglavilo 21. novembra 1933 zaradi okvare repnega dela. 
Ruska Pravda je pred kratkim oznanila, da je bil K-7 politično zelo pomembno letalo, ker je bil zgrajeno s Sovjetsko izdelanim jeklom, namesto z uvoženim.

## Tehnične specifikacije (K-7)
Podatki iz Shavrov (1985)
Splošne karakteristike
- Posadka: najmanj 11
- Število sedežev: 120 potnikov
- Dolžina: 28 m (91 ft 10 in)
- Razpon kril: 53 m (173 ft 11 in)
- Višina: 12,4m ()
- Površina kril: 454 m² (4 886,8 ft²)
- Teža praznega letala: 24 400 kg (53 793 lb)
- Naložena teža: 38 000 kg (83 776 lb)
- Pogon letala: 7 ×  12 valjni batni motor Mikulin AM-34F, 560 kW (750 KM)  vsak

 Zmogljivost 
- Maks. hitrost: 225 km/h (121 vozlov, 140 mph)
- Višina leta: 4 000 m (13 123 ft)
- Obremenitev kril: 84 kg/m² (17 lb/ft²)
- Razmerje moč/teža: 103 W/kg (0,06 KM/lb)